# Нікольський (Ішимський район)
Ні́кольський (рос. Никольский) — селище у складі Ішимського району Тюменської області, Росія.
Населення — 435 осіб (2010, 447 у 2002).
Національний склад станом на 2002 рік:
- росіяни — 85 %